# Thomas Bowdler
Thomas Bowdler (Bath, 11 de julho de 1754 – Swansea, 24 de fevereiro de 1825) foi um médico inglês que se tornou famoso (ou infame) por editar uma colecção infantil de William Shakespeare, o Family Shakespeare, (o Shakespeare familiar) no qual ele "pretendia remover tudo que pudesse causar justa ofensa à mente religiosa e virtuosa".
Por exemplo, a morte de Ofélia em Hamlet foi suavizada num acidente por afogamento em vez de suicídio como Shakespeare tinha pretendido.
O seu nome tornou-se um epônimo em língua inglesa, onde  bowdlerization (adjectivo bowdlerized) descreve o processo de censura pelo apagamento arbitrário de material "desagradável" de uma obra literária para purificá-la, em vez de a banir.

## The Family Shakespeare
Na infância de Bowdler, seu pai divertia sua família com leituras de Shakespeare. Mais tarde, Bowdler percebeu que seu pai vinha omitindo ou alterando passagens que considerava inadequadas para os ouvidos de sua esposa e filhos. Bowdler achou que valeria a pena publicar uma edição que pudesse ser usada por uma família cujo pai não fosse um "leitor circunspecto e judicioso" o suficiente para realizar ele mesmo esse expurgo.
Em 1807, a primeira edição de The Family Shakspeare dos Bowdlers foi publicada em quatro volumes duodecimo, contendo 24 peças. Em 1818, a segunda edição, cobrindo todas as 36 peças disponíveis, foi publicada. Cada peça é precedida por uma introdução em que Bowdler resume e justifica suas mudanças no texto. De acordo com as Memórias de seu sobrinho, a primeira edição foi preparada pela irmã de Bowdler, Harriet, mas ambas foram publicadas sob o nome de Thomas Bowdler. Provavelmente porque uma mulher não podia admitir publicamente que era capaz de tal edição e compilação, nem que entendia os versos atrevidos de Shakespeare. Em 1850, onze edições foram impressas.
A grafia "Shakspeare", usada por Bowdler e também por seu sobrinho Thomas em suas memórias de Thomas Bowdler, o velho, foi alterada em edições posteriores (de 1847 em diante) para "Shakespeare", refletindo mudanças na grafia padrão do nome de Shakespeare.

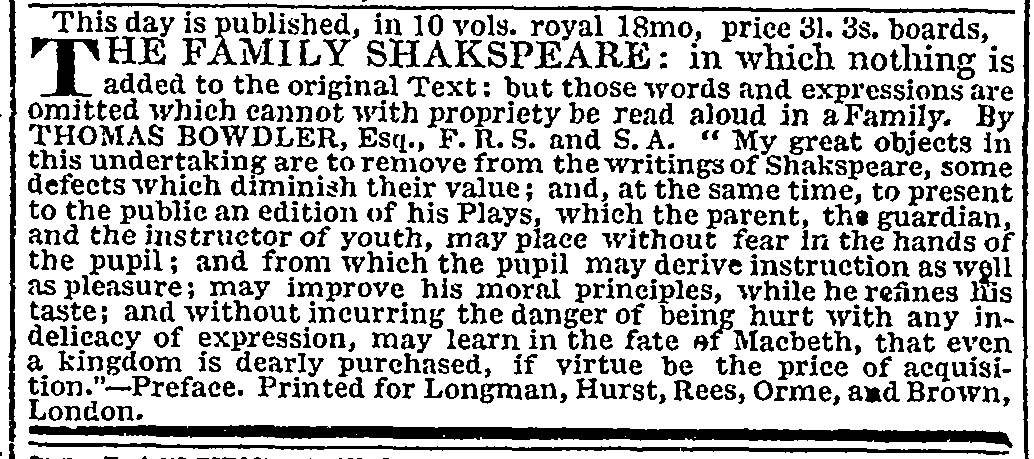
Anúncio da edição de 1819 de The Family Shakspeare

Os Bowdlers não foram os primeiros a empreender esse projeto. O compromisso de Bowdler de não aumentar ou adicionar ao texto de Shakespeare, em vez de apenas remover material sensível, estava em contraste com a prática de editores anteriores. Nahum Tate como Poeta Laureado havia reescrito a tragédia do Rei Lear com um final feliz; Em 1807, Charles Lamb e Mary Lamb publicaram Contos de Shakespeare para crianças com sinopses de 20 das peças, mas raramente citaram o texto original. Embora a família Shakespeare foi considerado um exemplo negativo de censura pelo estabelecimento literário e seu compromisso com o "autêntico" Shakespeare, as edições expurgadas dos Bowdlers tornaram mais aceitável ensinar Shakespeare a um público mais amplo e mais jovem. Como disse o poeta Algernon Charles Swinburne, "Nunca foi dito mais nauseante e mais tola hipocrisia do que aquilo que ridicularizaria a memória ou depreciaria os méritos de Bowdler. Nenhum homem prestou um serviço melhor a Shakespeare do que o homem que o fez possível colocá-lo nas mãos de crianças inteligentes e imaginativas”.

### Mudanças
Alguns exemplos de alterações feitas pela edição de Bowdler:
- Em Hamlet, a morte de Ofélia foi referida como um afogamento acidental, omitindo as sugestões de que ela pode ter pretendido o suicídio.
- "Deus!" quando uma exclamação é substituída por "Céus!";
- Em Henrique IV, Parte 2, a Prostituta Doll Tearsheet foi totalmente omitida; a ligeiramente mais respeitável Senhora Quickly é mantida.

Figuras literárias modernas proeminentes como Michiko Kakutani (no New York Times) e William Safire (em seu livro How Not to Write) acusaram Bowdler de mudar o famoso "Out, damned spot!" De Lady Macbeth. linha em Macbeth para "Out, crimson spot!" Mas Bowdler não fez isso. Thomas Bulfinch e Stephen Bulfinch fizeram, em sua edição de 1865 das obras de Shakespeare.

### Informações de publicação
- The Family Shakespeare, Volume One, The Comedies, ISBN 0-923891-95-1
- The Family Shakespeare, Volume Two, The Tragedies, ISBN 0-923891-98-6
- The Family Shakespeare, Volume Three, The Histories, ISBN 0-923891-99-4
- The Family Shakspeare, em que nada é adicionado ao texto original; mas são omitidas aquelas palavras e expressões que não podem ser lidas em voz alta em uma família por Thomas Bowdler em 10 volumes , reimpressão fac-símile da 2ª edição, revisada, em 1820, Eureka Press, 2009 ISBN 978-4-902454-16-1